# Train pendulaire
Ne doit pas être confondu avec Migration pendulaire.

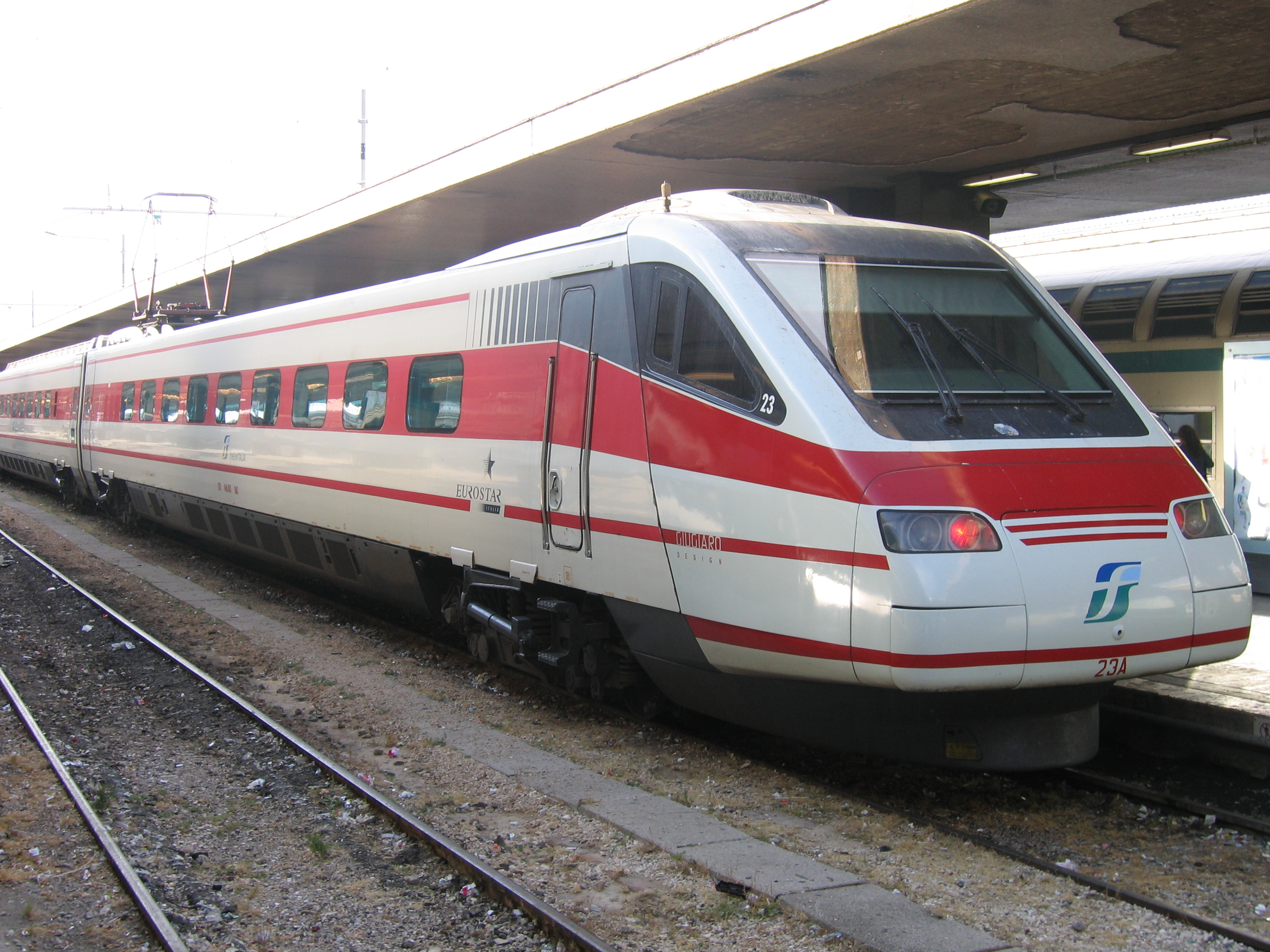
Une rame Fiat Pendolino ETR 460 en gare de Rome.

Un train pendulaire est un train conçu pour s'incliner dans les courbes tel un pendule de manière à compenser la force centrifuge et maintenir le confort des voyageurs dans des conditions  acceptables à des vitesses élevées même en courbe.
Il s'agit le plus souvent de rames automotrices. Ce système permet, sous certaines conditions, de circuler à vitesse plus élevée qu'un train classique sur un parcours sinueux.

## Techniques de pendulation
Techniquement, la pendulation peut se concevoir de deux manières : passive ou active.

### Pendulation passive
Avec la pendulation passive, la caisse est suspendue à des points hauts solidaires du châssis et oscille dans certaines limites sous l'effet de la force centrifuge. En effet, le centre d'inertie de la caisse est situé en dessous de l'axe de rotation de pendulation. C'est le système Talgo pendular utilisé par le constructeur espagnol Talgo.

### Pendulation active
Dans la pendulation active, des vérins actionnés en fonction du tracé inclinent les caisses des véhicules selon un angle variable. C'est le système le plus souvent utilisé[réf. souhaitée], notamment par les Pendolino de conception italienne par Fiat Ferroviaria, (société rachetée en juillet 2000 par Alstom). 
Les vérins sont hydrauliques ou électriques (plus légers et fiables) et sont actionnés en fonction du tracé de la ligne par un calculateur. L'angle est limité par la section des véhicules et le gabarit ferroviaire (entre 4° et 8° suivant les réseaux ferroviaires).
La détection des courbes est réalisée par des accéléromètres ou la détection du dévers : c'est le mode dit réactif. Celui-ci génère une brusque accélération transversale en entrée de raccordement due au temps de réaction.
Les derniers essais de la rame « TGV P01 » (DTP2 Démonstrateur TGV Pendulaire P02) équipée par Alstom entre Mâlain et Laroche - Migennes au début de l'été 1999 ont permis, notamment, de tester la pendulation anticipative. Celle-ci est déclenchée par la connaissance de la position du mobile sur son itinéraire, pré-enregistrée dans le calculateur de bord, au moyen des kilomètres parcourus. Un recalage de la position réelle est réalisé sur les balises de signalisation existantes (KVB, etc.). En cas d'incohérence entre le tracé détecté et celui enregistré dans la base de données (détournement, modification de l'infrastructure), le système repasse automatiquement en mode réactif et enregistre les nouvelles données.

## Usage

### Confort

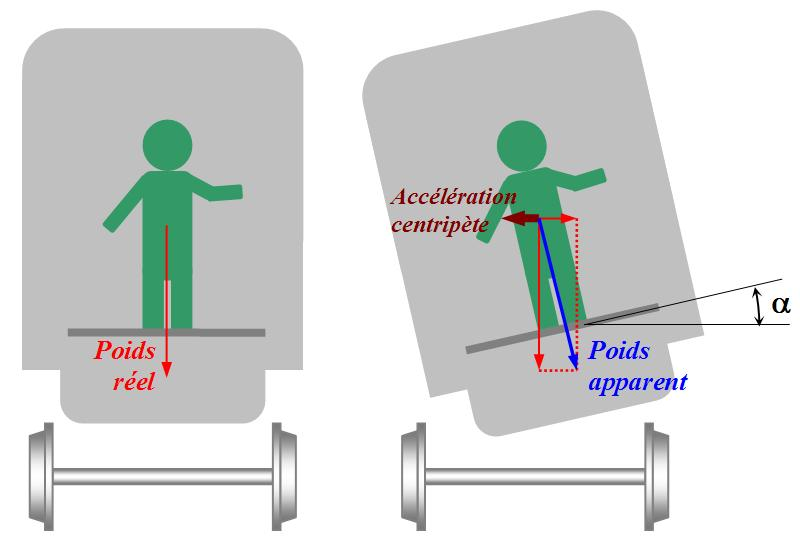
Intérêt du dispositif sur le confort des passagers.

Le train pendulaire permet de diminuer la perception de la force centrifuge dans les courbes.
La pendulation incommode cependant certains voyageurs, victimes du mal des transports. La ligne peut être en dévers, mais celui-ci doit être limité. De toute façon, il n'est optimal que pour une vitesse donnée dans la courbe, un inconfort se manifeste dès que l'on s'en écarte trop.
On ne peut satisfaire en même temps le confort des passagers des trains rapides et ceux des trains lents, ce qui constitue un élément supplémentaire tant dans la considération de lignes spéciales pour la grande vitesse que pour la pendulation.

### Grande vitesse
L'utilisation de trains pendulaires est souvent présentée comme une alternative à la construction de lignes nouvelles à grande vitesse. Cependant les deux techniques ne sont pas interchangeables et ont chacune leurs avantages et inconvénients. 
La création de voies nouvelles implique des difficultés spécifiques (expropriations, délais, coûts et créations de nuisances sonores nouvelles…) et des investissements coûteux. La pendulation évite la construction de lignes nouvelles, mais sa mise en œuvre sur une ligne classique nécessite des investissements pour les mettre à niveau, en fonction du relèvement de vitesse envisagé (adaptation de la signalisation et des passages à niveau, renforcement de la voie) et le matériel roulant est plus cher à capacité égale. Le gain de vitesse est modéré, et ne permet pas toujours des gains significatifs de clientèle comparés à ceux permis par la grande vitesse. En outre, la cohabitation avec le trafic lent est difficile. Enfin, l'accroissement de la vitesse dans les courbes induit une augmentation corrélative des coûts de maintenance de la voie, les efforts transversaux sur celle-ci étant significativement augmentés ; la pendulation compense en effet la force centrifuge au niveau du plancher, mais pas au niveau de la voie.
D'autre part, alors que la ligne nouvelle crée une capacité supplémentaire importante, la coexistence de trafic lent (omnibus, fret) et rapide peut, au contraire, diminuer la capacité globale de la ligne existante.
Le gain de vitesse dépend également des normes retenues en matière d'insuffisance de dévers. Plus celles-ci sont élevées (au détriment du confort dans les courbes) et moins la pendulation est intéressante.

## Les matériels pendulaires

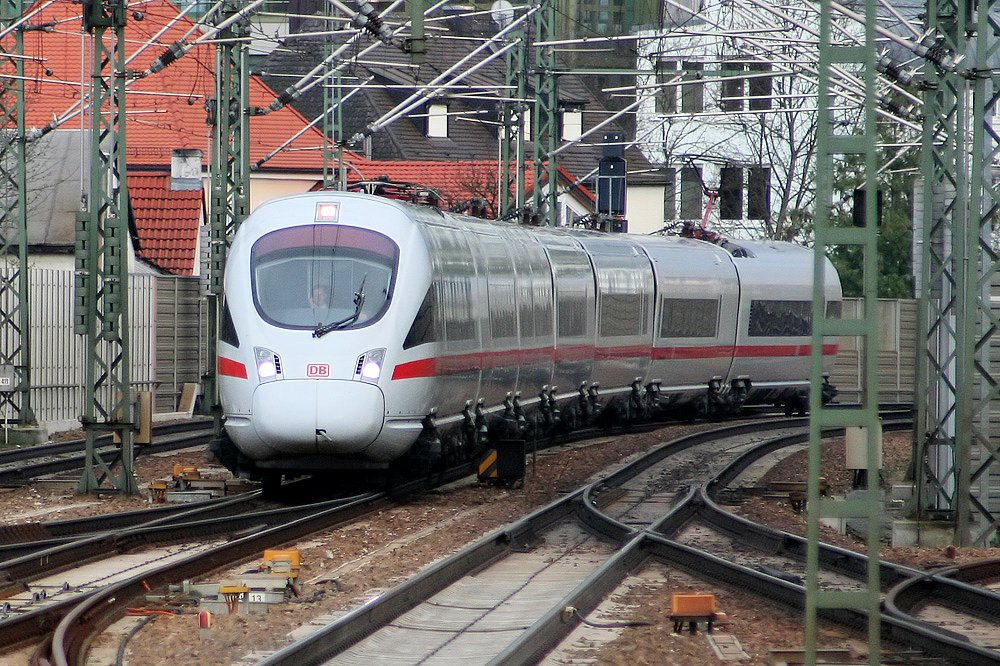
Un ICE T sortant d'une courbe.

Ils sont nombreux, développés dans de nombreux pays :
- Avelia Liberty (Alstom)
- Acela Express également appelé American Flyer (Bombardier-Alstom)
- Advanced passenger train (APT, Grande-Bretagne)
- ICE-T (Siemens, Bombardier-Fiat, Allemagne)
- ICN (Adtranz-Fiat, Suisse)
- Série 381 (en) : rame électrique du réseau métrique du Japon
- Série KiHA 281 (en) et KiHa 283 : rames diesel pendulaires au Japon
- TGV P01 (ex-Fiat Ferroviaria puis Alstom, France)
- TWINDEXX Swiss-Express (Bombardier-Alstom)
- Axis (Bombardier, France)[3]
- Pendolino (Fiat Ferroviaria, Italie)
  - ETR 450
  - ETR 460
  - ETR 470
  - Pendolino Diesel
  - ETR 600
  - ETR 610
  - ETR 490 (Espagne)
  - VT 610 (Allemagne)
  - VT 611 (en) (Allemagne)
  - VT 612 (en) (Allemagne)
  - Alfa Pendular (Portugal)
  - Pendolino Sm3 (Finlande)
  - Pendolino Sm6 (Finlande)
- Shinkansen série N700
- Shinkansen série E5
- Talgo pendular, Talgo 350, Talgo AVRIL (société Talgo, Espagne)
- SJ2000 (Asea Brown Boveri - ABB, Suisse-Suède)
- Voyager class 390 utilisées sur la West Coast Main Line par la société Virgin Trains (Alstom)
- Super Voyager class 221 (en) utilisées par Virgin Trains et CrossCountry (Bombardier Transport)
- X 72547/548 (Alstom, France)[4]

## Les services pendulaires en exploitation
- En Finlande et Russie :
  - Helsinki - Saint-Pétersbourg (Allegro)
- En Suisse :
  - Genève-Aéroport ou Lausanne – Bienne – Olten – Zurich – Winterthur – St-Gall (ICN)
  - Genève-Aéroport ou Lausanne – Bienne – Delémont – Basel/Bâle (ICN)
  - Bienne – Olten – Zurich – Winterthur – Constance (Allemagne) (ICN)
  - Genève-Aéroport – Lausanne – Brigue – Domodossola (Italie) (ETR 610)
  - Basel/Bâle – Olten – Berne – Thun – Brigue – Domodossola (Italie) (ETR 610)
  - Singen (Allemagne) – Schaffhouse – Zurich – Tunnel du Gotthard – Lugano (vers Italie) (ETR 610)
- Au Portugal :
  - Porto–Lisbonne (Alfa Pendular)
  - Lisbonne–Faro (Alfa Pendular)
  - Braga–Lisbonne (Alfa Pendular)
  - Porto–Faro (Alfa Pendular)
- Ailleurs :
  - République tchèque : Ligne « SC Pendolino » nationale (Prague–Pardubice–Olomouc–Ostrava) et internationale (Prague–Pardubice–Brno–Vienne–Bratislava)
  - Japon : Ligne Chūō (Nagoya-Nagano) (Série 381 depuis 1972)
  - Japon : Ligne Shinkansen Tōhoku